# Pochteca

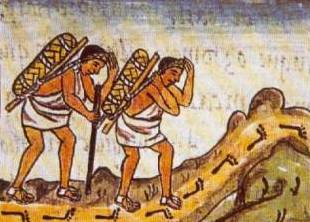
Pochtecas según el Códice Florentino

Los pochtecas (en náhuatl: Pōchtēkatl en singular, Pōchtēkah o Pōchtēkameh en plural) eran un gremio de comerciantes de élite. Eran gente sumamente polémica en la sociedad de su época, ya que no solo eran comerciantes, sino también espías del mismísimo Wei Tlāhtoani; sin mencionar de que eran una sociedad de alto prestigio que se distinguía de los mercaderes comunes o tlasemanaki (en singular).

## Territorio
Los póchtecas tuvieron una amplia zona de influencia ya que con la ayuda de sus cargadores tlamemes o tamemes, extendieron el comercio de los mēhihkas tan al sur como la actual Nicaragua y tan al norte como el actual Nuevo México.

## Leyes
Los pochtecas eran una institución en sí mismos. Tenían distintas prerrogativas. Vivían en sus propios barrios, dentro de las grandes ciudades como Tetskohko, y otras urbes del imperio y en diversos āltēpeh (reinos o estados) en toda Mesoamérica. Los derechos del gremio pasaban de padre a hijo, y no pagaban impuestos, además tenían sus propios dioses. Antes de partir a prolongados viajes y dependiendo del tipo de viaje, invocaban la protección de Tlacotsontli, Yakatekohtli o Sakatsontli, protectores de los caminos y de los viajeros. No estaban sujetos a los tribunales ordinarios legales ya que contaban con un tribunal propio, integrado por ancianos pochtecas, de alto rango, los cuales ya no participaban de las expediciones.

## Labor
Los pochtecas no solo eran viajeros, también tenían que dedicarse a distribuir sus productos , operación que realizaban en los tianguis (mercados) en toda Mesoamérica; sobre todo en el tiankistli (tianguis) de Tlaltelolco ubicado en la gran Tēnōchtitlan; sitio localizado en la actual Ciudad de México.